# 普特图尔
普特图尔（Puttur），是印度安得拉邦Chittoor县的一个城镇。总人口29337（2001年）。

## 人口
该地2001年总人口29337人，其中男性14763人，女性14574人；0—6岁人口3348人，其中男1739人，女1609人；识字率71.49%，其中男性为78.60%，女性为64.28%。